# Makranka
Die Makranka (belarussisch Макранка) ist ein kleiner Fluss im Rajon Bychau in der Mahiljouskaja Woblasz in Belarus. Die Länge des Flusses beträgt 21 Kilometer.
Der Fluss entspringt 1,5 km nordöstlich des Dorfes Kljatnoje in einem sumpfigen Wäldchen und fließt in einem Bogen um die nordöstlich gelegene Stadt  Bychau, wo sie schließlich als rechter Zufluss in den Dnepr einmündet. Das durchschnittliche Gefälle der Makranka beträgt 0,7 %. Der Fluss ist im Unterlauf begradigt.
Der größte Zufluss ist die Sabawa (links).